# Espagne au Concours Eurovision de la chanson
L’Espagne participe au Concours Eurovision de la chanson, depuis sa sixième édition, en 1961, et l'a remporté à deux reprises, en 1968 et 1969.
L’Espagne fait partie des cinq plus importants contributeurs financiers de l'UER, avec l’Allemagne, la France, l’Italie et le Royaume-Uni. Ensemble, ils constituent le groupe dit des « Big Five ». Depuis l'édition 1999 du concours, ceux-ci ont la garantie d’une place automatique en finale, indépendamment de leur résultat, l'année précédente.

## Participation
Le pays participe donc depuis 1961 et n'a manqué aucune édition du concours depuis.

## Résultats
L’Espagne a remporté le concours à deux reprises.
La première fois, en 1968, avec la chanson La, la, la, interprétée par Massiel.  À l'origine, la chanson espagnole devait être interprétée par Joan Manuel Serrat. Mais celui-ci insista pour la chanter en catalan. Or cette langue et son usage étaient réprimés dans l’Espagne franquiste. Les dirigeants de la télévision publique espagnole remplacèrent d’autorité Serrat par Massiel. Cette dernière ne fut prévenue que quelques jours avant le début des répétitions, alors qu’elle était en tournée au Mexique. Elle chanta donc en espagnol, après que La, la, la eut reçu un nouvel arrangement par Bert Kaempfert. 
La deuxième fois, en 1969, avec la chanson Vivo cantando, interprétée par Salomé. Salomé, porta un costume particulier, fait de milliers de perles de porcelaine bleues. L’ensemble ne pesait pas moins de 14 kilos. Pour la première fois de l’histoire du concours, le vote se termina sur un ex aequo, l’Espagne, la France, les Pays-Bas et le Royaume-Uni obtenant chacun 18 votes. Cette possibilité n’ayant pas été envisagée par le règlement, ces quatre pays furent déclarés vainqueurs. Il y eut donc quatre chansons gagnantes : Vivo cantando, interprétée par Salomé pour l'Espagne ; Un jour, un enfant, interprétée par Frida Boccara pour la France ; De troubadour, interprétée par Lenny Kuhr pour les Pays-Bas et Boom Bang-a-Bang, interprétée par Lulu pour le Royaume-Uni. Il n’y eut ni deuxième, ni troisième place<.
L’Espagne fut le tout premier pays participant à remporter le concours deux années consécutives. Il demeure désormais le pays vainqueur le plus longtemps en attente d'une nouvelle victoire, cinquante-six années s'étant écoulées depuis la dernière.
Le pays a terminé à la deuxième place, à quatre reprises (en 1971, 1973, 1979 et 1995) et à la troisième place, à deux reprises (en 1984 et 2022). A contrario, le pays a terminé à la dernière place, à cinq reprises (en 1962, 1965, 1983, 1999 et 2017) et a obtenu à trois reprises, un nul point (en 1962, 1965 et 1983).

## Pays hôte

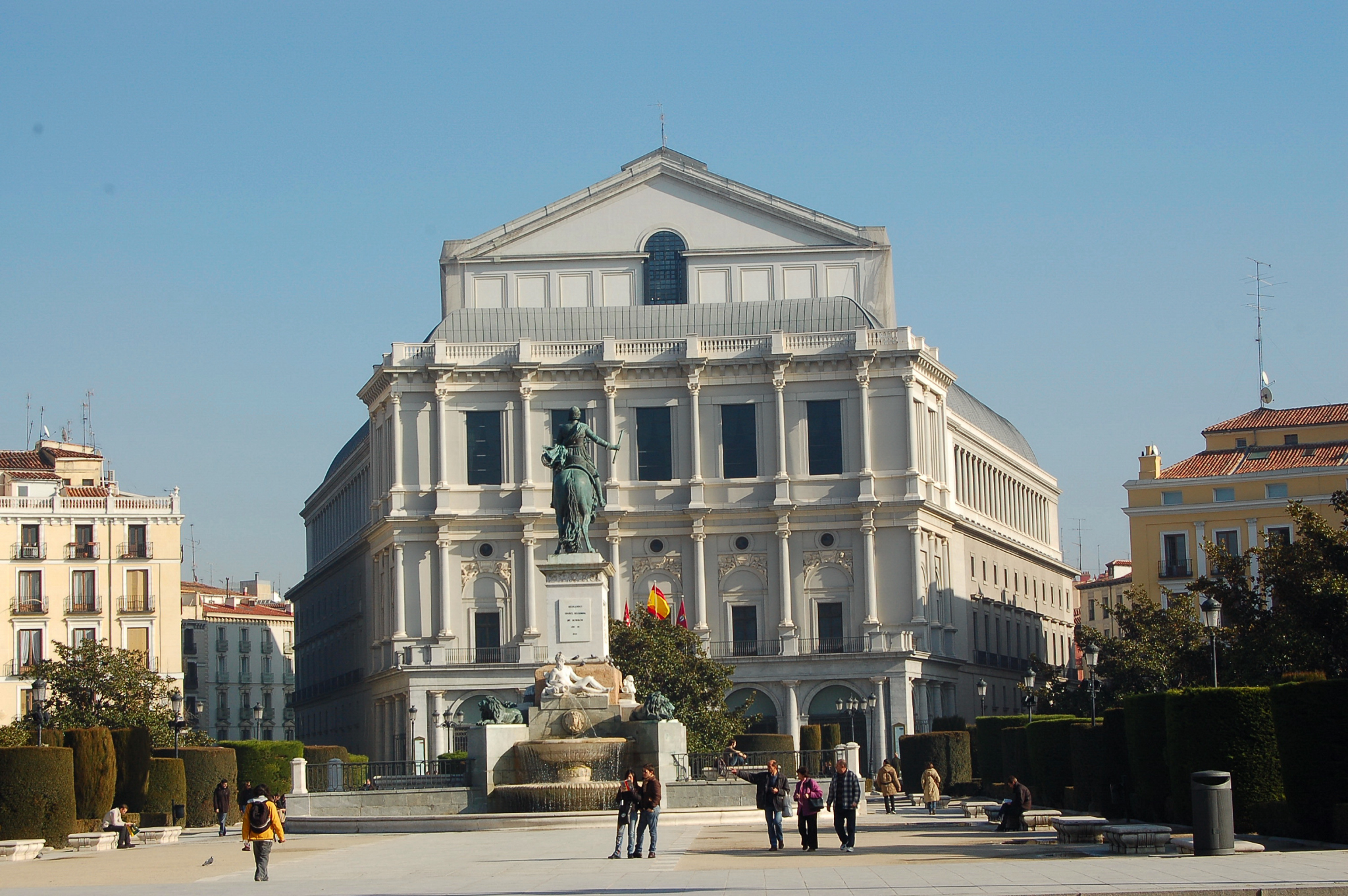
Le Teatro Real de Madrid accueille la 14e édition du concours en 1969.

L’Espagne n’a organisé le concours qu’à une seule reprise, en 1969. Un pays, l'Autriche, se retira du concours, pour protester contre le régime autoritaire franquiste au pouvoir en Espagne depuis la fin des années 1930. 
L'évènement se déroula le samedi 29 mars 1969, au Teatro Real de Madrid. La présentatrice de la soirée fut Laurita Valenzuela et le directeur musical, Augusto Algueró. La télévision publique espagnole ne possédait à l’époque aucune caméra couleur. Elle dut les louer à la télévision publique allemande. Finalement, les téléspectateurs espagnols virent le concours en noir et blanc, le réseau télévisé espagnol ne s'étant pas encore converti à la couleur. La direction artistique fut confiée au maître surréaliste, Salvador Dalí. Il réalisa l'affiche, le matériel publicitaire, les décors et la vidéo de l'entracte.
À la suite de l'ex aequo de l'édition 1969, les quatre pays gagnants présentèrent leur candidature pour organiser le concours. Il fut alors procédé à un tirage au sort et ce furent les Pays-Bas qui se retrouvèrent responsables de l'édition 1970.

## Faits notables
En 1964, les représentants espagnols, Tim, Nelly & Tony, aussi connus sous le nom de Los TNT, furent le premier groupe participant de l'histoire du concours. Cependant, les règles du concours n'autorisaient la participation que des artistes solos et des duos. C'est pourquoi ils furent introduits par la présentatrice, Lotte Wæver, comme « Nelly et ses deux frères ».
En 1970, le représentant espagnol était un Julio Iglesias à ses tout débuts. Sa carrière de footballeur professionnel avait été brutalement interrompue par un accident de voiture, dans lequel il s’était brisé la jambe. C’est sur son lit d’hôpital qu’il avait appris à jouer de la guitare et avait décidé de se lancer dans la musique.
En 1973, la chanson espagnole Eres Tú fut fort mal accueillie, après sa sélection. Elle fut accusée d'être un plagiat de la chanson Brez Besed, interprétée par Berta Ambroz et qui avait représenté la Yougoslavie en 1966. L'accusation n'ayant pu être prouvée, la chanson fut présentée telle quelle au concours et termina à la deuxième place. Elle rencontra par la suite un immense succès commercial.  En 2005, lors de l'émission spéciale Congratulations, elle fut élue onzième meilleure chanson à jamais avoir été présentée au concours.
En 1979, les auteurs de la chanson espagnole s’étaient inspirés de l’Année Internationale de l’Enfance, lancée en 1979 par les Nations unies. La chanteuse Betty Missiego décida de parachever le concept, en se faisant accompagner sur scène par un chœur de quatre enfants. À la fin de la prestation, les enfants déployèrent des banderoles sur lesquelles était inscrit le mot « paix », en anglais, en espagnol, en français et en hébreu. Lors de la procédure de vote et après un flottement initial, Israël prit la tête du vote, mais à la mi-temps, fut rattrapé, puis dépassé par l’Espagne. Le dernier quart du décompte créa un long suspense. Après l’attribution des points de l’avant-dernier jury, l’Espagne était à 116 points et Israël, à 115. Le dénouement survint lorsque le dernier jury, le jury espagnol, attribua "dix points" à Israël, sous les cris et les applaudissements du public. Ce fut la première fois dans l’histoire du concours qu’un pays provoqua sa propre défaite et ce fut également la première fois qu’un pays en deuxième position à la fin du vote, remporta la victoire grâce à la dernière attribution de points. Cela donna lieu à une rumeur tenace : le jury espagnol aurait attribué "dix points" à Israël, afin que l’Espagne ne doive pas organiser le concours l’année suivante.
En 1985, la chanson espagnole avait été écrite par Juan Carlos Calderón, l’auteur de Eres tu, qui avait terminé deuxième en 1973. Elle était donnée favorite par les parieurs, mais ne termina qu’à la quatorzième place, à la très grande déception de la délégation espagnole. L’interprète, Paloma San Basilio, porta ce soir-là une robe, dont la valeur fut estimée à 1 400 dollars.
En 1990, lors de la première prestation, celle du groupe espagnol Azúcar Moreno, la production rencontra des difficultés avec la bande-son. Celle-ci prit plusieurs secondes avant de démarrer, puis débuta trop rapidement que pour permettre au chef d'orchestre espagnol de suivre le tempo. Les représentantes espagnoles, les sœurs Salazar, firent malgré tout leur entrée sur scène. Mais le retour musical de leur parvenant pas, elles quittèrent le podium après quelques instants, visiblement furieuses. Un long silence s'abattit sur la salle, qui fut rompu par les applaudissements du public. A la seconde tentative, la bande-son partit correctement et la prestation espagnole ne rencontra plus d'autre problème. Cet incident n'eut finalement que peu d'impact, l'Espagne terminant cinquième.
En 1992, le représentant espagnol, Serafín Zubiri, fut le tout premier artiste non voyant à participer au concours.
En 1993, la chanson espagnole, Hombres, fut la toute première chanson de l’histoire du concours à faire mention explicite du mot "sexe" dans ses paroles.
En 2002, la représentante espagnole, Rosa, avait été choisie par les téléspectateurs de son pays, au terme d’une émission de téléréalité intitulée Operación Triunfo. Les chiffres d’audience avaient dépassé tous les records et Rosa était devenue une héroïne nationale. Pour sa prestation au concours, elle se fit accompagner sur scène par ses cinq concurrents malheureux.
En 2009, le groupe des sept frères des Los Vivancos sont présélectionnés par RTVE pour représenter l'Espagne au concours avec la chanteuse Melody et la chanson Amante de la Luna,. Le groupe se retire de la compétition avant la finale. 
En 2010, la prestation du représentant espagnol, Daniel Diges, fut perturbée par un incident rarissime. En plein milieu de sa chanson, un individu monta sur scène et se glissa parmi ses danseurs. Il s’agissait de Jimmy Jump, un streaker qui s’était fait connaître par de nombreuses actions similaires. Daniel Diges et ses danseurs continuèrent imperturbablement leur numéro, pendant que la sécurité appréhendait Jimmy Jump. Le scrutateur permit aux membres de la délégation espagnole de présenter leur morceau une seconde fois, après le passage de tous les autres pays participants. Nadia Hasnaoui réapparut sur scène, après la huitième chanson, pour annoncer la décision aux téléspectateurs. Ce fut la deuxième fois dans l’histoire du concours qu’une finale se trouva perturbée par l’irruption d’un intrus. En 1964, un activiste était monté sur la scène, en portant une banderole dénonçant les dictatures des généraux Franco et Salazar. Ce fut aussi la deuxième fois dans l’histoire du concours qu’une chanson dut être rejouée à la fin d’une finale. En 1958, la retransmission de la chanson italienne avait connu des difficultés techniques et celle-ci n’avait pu être entendue convenablement par tous les jurés. Le représentant italien, qui n’était autre que Domenico Modugno, dut alors interpréter une seconde fois son célèbre Nel blu dipinto di blu.

## Représentants
| Édition | Année | Artiste(s)            | Chanson                                | Langue(s)          | Traduction française                      | Finale                                                 | Finale                                                 |
| Édition | Année | Artiste(s)            | Chanson                                | Langue(s)          | Traduction française                      | Place                                                  | Points                                                 |
| ------- | ----- | --------------------- | -------------------------------------- | ------------------ | ----------------------------------------- | ------------------------------------------------------ | ------------------------------------------------------ |
| 6e      | 1961  | Conchita Bautista     | Estando contigo                        | Espagnol           | En train d'être avec toi / Étant avec toi | 09                                                     | 08                                                     |
| 7e      | 1962  | Víctor Balaguer       | Llámame                                | Espagnol           | Appelle-moi                               | 13                                                     | 00                                                     |
| 8e      | 1963  | José Guardiola        | Algo prodigioso                        | Espagnol           | Quelque chose de prodigieux               | 12                                                     | 02                                                     |
| 9e      | 1964  | Tim, Nelly & Tony     | Caracola                               | Espagnol           | Conque                                    | 12                                                     | 01                                                     |
| 10e     | 1965  | Conchita Bautista     | ¡Qué bueno, qué bueno!                 | Espagnol           | Que c'est bon, que c'est bon !            | 15                                                     | 00                                                     |
| 11e     | 1966  | Raphael               | Yo soy aquél                           | Espagnol           | Je suis celui-là                          | 07                                                     | 09                                                     |
| 12e     | 1967  | Raphael               | Hablemos del amor                      | Espagnol           | Parlons de l'amour                        | 06                                                     | 09                                                     |
| 13e     | 1968  | Massiel               | La, la, la                             | Espagnol           | -                                         | 01                                                     | 29                                                     |
| 14e     | 1969  | Salomé                | Vivo cantando                          | Espagnol           | Je passe ma vie à chanter                 | 01                                                     | 18                                                     |
| 15e     | 1970  | Julio Iglesias        | Gwendolyne                             | Espagnol           | -                                         | 04                                                     | 08                                                     |
| 16e     | 1971  | Karina                | En un mundo nuevo                      | Espagnol           | Dans un monde nouveau                     | 02                                                     | 116                                                    |
| 17e     | 1972  | Jaime Morey           | Amanece                                | Espagnol           | Le jour se lève                           | 10                                                     | 83                                                     |
| 18e     | 1973  | Mocedades             | Eres tú                                | Espagnol           | C'est toi                                 | 02                                                     | 125                                                    |
| 19e     | 1974  | Peret                 | Canta y sé feliz                       | Espagnol           | Chante et sois heureux                    | 09                                                     | 10                                                     |
| 20e     | 1975  | Sergio y Estíbaliz    | Tú volverás                            | Espagnol           | Tu reviendras                             | 10                                                     | 53                                                     |
| 21e     | 1976  | Braulio               | Sobran las palabras                    | Espagnol           | Les mots sont en trop                     | 16                                                     | 11                                                     |
| 22e     | 1977  | Micky                 | Enséñame a cantar                      | Espagnol           | Apprends-moi à chanter                    | 09                                                     | 52                                                     |
| 23e     | 1978  | José Vélez            | Bailemos un vals                       | Espagnol, français | Dansons une valse                         | 09                                                     | 65                                                     |
| 24e     | 1979  | Betty Missiego        | Su canción                             | Espagnol           | Sa chanson                                | 02                                                     | 116                                                    |
| 25e     | 1980  | Trigo Limpio          | Quédate esta noche                     | Espagnol           | Reste cette nuit                          | 12                                                     | 38                                                     |
| 26e     | 1981  | Bacchelli             | Y sólo tú                              | Espagnol           | Et seulement toi                          | 14                                                     | 38                                                     |
| 27e     | 1982  | Lucía                 | Él                                     | Espagnol           | Lui                                       | 10                                                     | 52                                                     |
| 28e     | 1983  | Remedios Amaya        | ¿Quién maneja mi barca?                | Espagnol           | Qui guide ma barque ?                     | 19                                                     | 00                                                     |
| 29e     | 1984  | Bravo                 | Lady, Lady                             | Espagnol           | Mademoiselle, mademoiselle                | 03                                                     | 106                                                    |
| 30e     | 1985  | Paloma San Basilio    | La fiesta terminó                      | Espagnol           | La fête est finie                         | 14                                                     | 36                                                     |
| 31e     | 1986  | Cadillac              | Valentino                              | Espagnol           | Valentino                                 | 10                                                     | 51                                                     |
| 32e     | 1987  | Patricia Kraus        | No estás solo                          | Espagnol           | Tu n'es pas seul                          | 19                                                     | 10                                                     |
| 33e     | 1988  | La Década Prodigiosa  | La chica que yo quiero (Made in Spain) | Espagnol           | La fille que j'aime (Faite en Espagne)    | 11                                                     | 58                                                     |
| 34e     | 1989  | Nina                  | Nacida para amar                       | Espagnol           | Née pour aimer                            | 06                                                     | 88                                                     |
| 35e     | 1990  | Azúcar Moreno         | Bandido                                | Espagnol           | Bandit                                    | 05                                                     | 96                                                     |
| 36e     | 1991  | Sergio Dalma          | Bailar pegados                         | Espagnol           | Danser collé-serré                        | 04                                                     | 119                                                    |
| 37e     | 1992  | Serafín Zubiri        | Todo esto es la música                 | Espagnol           | Tout ceci est la musique                  | 14                                                     | 37                                                     |
| 38e     | 1993  | Eva Santamaria        | Hombres                                | Espagnol           | Hommes                                    | 11                                                     | 58                                                     |
| 39e     | 1994  | Alejandro Abad        | Ella no es ella                        | Espagnol           | Elle n'est pas elle                       | 18                                                     | 17                                                     |
| 40e     | 1995  | Anabel Conde          | Vuelve conmigo                         | Espagnol           | Rentre avec moi                           | 02                                                     | 119                                                    |
| 41e     | 1996  | Antonio Carbonell     | ¡Ay, qué deseo!                        | Espagnol           | Oh, quel désir !                          | 20                                                     | 17                                                     |
| 42e     | 1997  | Marcos Llunas         | Sin rencor                             | Espagnol           | Sans rancune                              | 06                                                     | 96                                                     |
| 43e     | 1998  | Mikel Herzog          | ¿Qué voy a hacer sin ti?               | Espagnol           | Que vais-je faire sans toi ?              | 16                                                     | 21                                                     |
| 44e     | 1999  | Lydia                 | No quiero escuchar                     | Espagnol           | Je ne veux pas entendre                   | 23                                                     | 01                                                     |
| 45e     | 2000  | Serafín Zubiri        | Colgado de un sueño                    | Espagnol           | S'accrocher à un rêve                     | 18                                                     | 18                                                     |
| 46e     | 2001  | David Civera          | Dile que la quiero                     | Espagnol           | Dis-lui que je l'aime                     | 06                                                     | 76                                                     |
| 47e     | 2002  | Rosa                  | Europe's Living a Celebration          | Espagnol, anglais  | L'Europe vit une fête                     | 07                                                     | 81                                                     |
| 48e     | 2003  | Beth                  | Dime                                   | Espagnol           | Dis-moi                                   | 08                                                     | 81                                                     |
| 49e     | 2004  | Ramón                 | Para llenarme de ti                    | Espagnol           | Pour être rempli de toi                   | 10                                                     | 87                                                     |
| 50e     | 2005  | Son de Sol            | Brujería                               | Espagnol           | Sorcellerie                               | 21                                                     | 28                                                     |
| 51e     | 2006  | Las Ketchup           | Un Blodymary                           | Espagnol           | Un Bloody Mary                            | 21                                                     | 18                                                     |
| 52e     | 2007  | D'NASH                | I Love You mi vida                     | Espagnol, anglais  | Je t'aime, chéri(e)                       | 20                                                     | 43                                                     |
| 53e     | 2008  | Rodolfo Chikilicuatre | Baila el Chiki-chiki                   | Espagnol, anglais  | Danse le Chiki-chiki                      | 16                                                     | 55                                                     |
| 54e     | 2009  | Soraya Arnelas        | La noche es para mí                    | Espagnol, anglais  | La nuit est pour moi                      | 23                                                     | 23                                                     |
| 55e     | 2010  | Daniel Diges          | Algo pequeñito                         | Espagnol           | Quelque chose de petit                    | 15                                                     | 68                                                     |
| 56e     | 2011  | Lucía Pérez           | Que me quiten lo bailao                | Espagnol           | Sortez la danse de moi                    | 23                                                     | 50                                                     |
| 57e     | 2012  | Pastora Soler         | Quédate conmigo                        | Espagnol           | Reste avec moi                            | 10                                                     | 97                                                     |
| 58e     | 2013  | El Sueño de Morfeo    | Contigo hasta el final                 | Espagnol           | Avec toi jusqu'à la fin                   | 25                                                     | 08                                                     |
| 59e     | 2014  | Ruth Lorenzo          | Dancing in the Rain                    | Espagnol, anglais  | Danser sous la pluie                      | 10                                                     | 74                                                     |
| 60e     | 2015  | Edurne                | Amanecer                               | Espagnol           | Aube                                      | 21                                                     | 15                                                     |
| 61e     | 2016  | Barei                 | Say Yay!                               | Anglais            | Dis Yay !                                 | 22                                                     | 77                                                     |
| 62e     | 2017  | Manel Navarro         | Do It for Your Lover                   | Espagnol, anglais  | Fais-le pour ton amant                    | 26                                                     | 05                                                     |
| 63e     | 2018  | Alfred y Amaia        | Tu canción                             | Espagnol           | Ta chanson                                | 23                                                     | 61                                                     |
| 64e     | 2019  | Miki                  | La venda                               | Espagnol           | Le bandage                                | 22                                                     | 54                                                     |
| 65e     | 2020  | Blas Cantó            | Universo                               | Espagnol           | Univers                                   | Concours annulé à la suite de la pandémie de Covid-19. | Concours annulé à la suite de la pandémie de Covid-19. |
| 65e     | 2021  | Blas Cantó            | Voy a quedarme                         | Espagnol           | Je vais rester                            | 24                                                     | 06                                                     |
| 66e     | 2022  | Chanel                | SloMo                                  | Espagnol, anglais  | Au ralenti                                | 03                                                     | 459                                                    |
| 67e     | 2023  | Blanca Paloma         | Eaea                                   | Espagnol           | -                                         | 17                                                     | 100                                                    |
| 68e     | 2024  | Nebulossa             | ZORRA                                  | Espagnol           | Salope                                    | 22                                                     | 30                                                     |
| 69e     | 2025  | Melody                | ESA DIVA                               | Espagnol           | Cette diva                                | 24                                                     | 37                                                     |
| 70e     | 2026  |                       |                                        |                    |                                           |                                                        |                                                        |

- Première place
- Deuxième place
- Troisième place
- Dernière place
- Espagne organisatrice

## Galerie

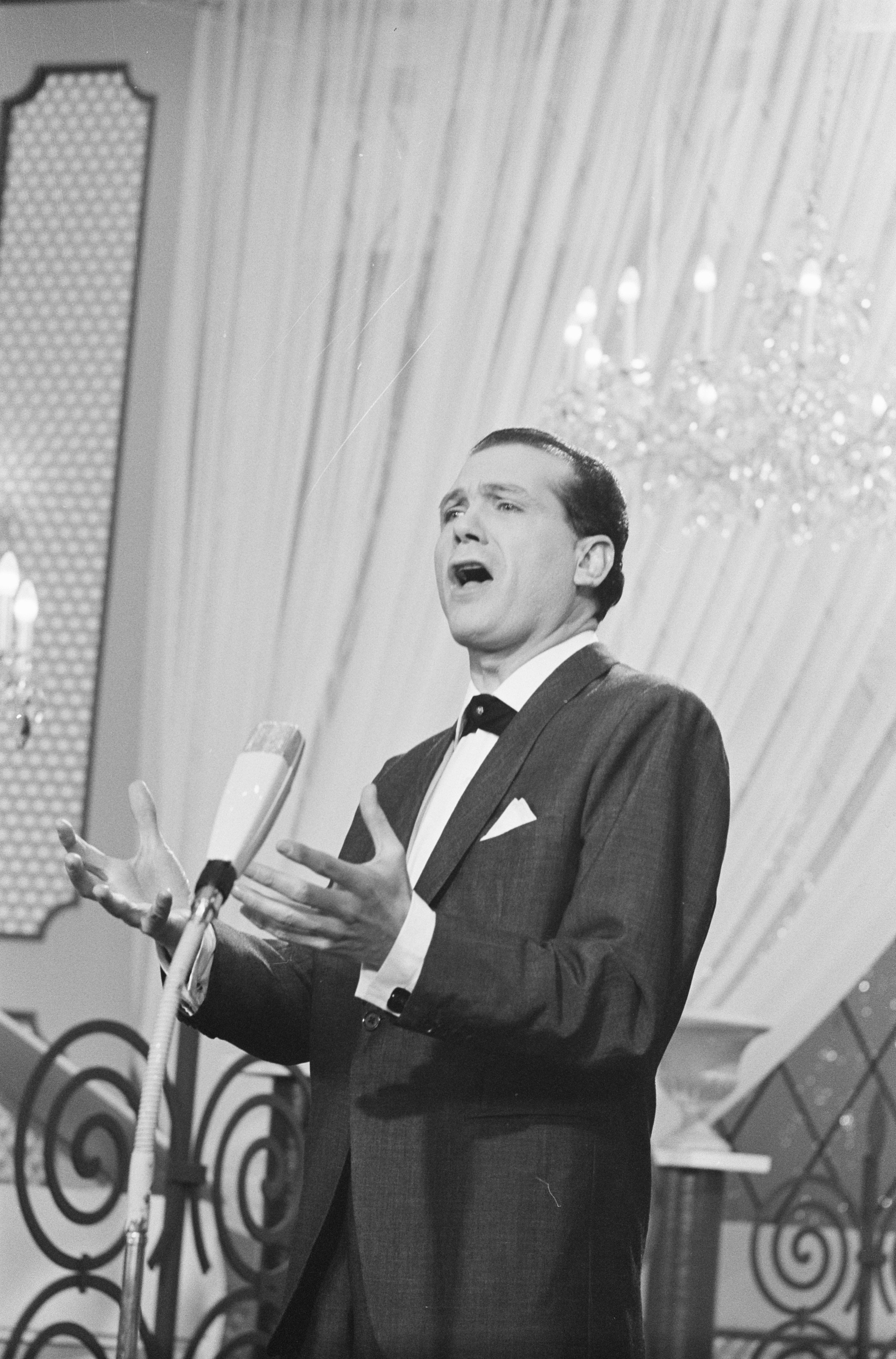
Victor Balaguer à Luxembourg (1962)
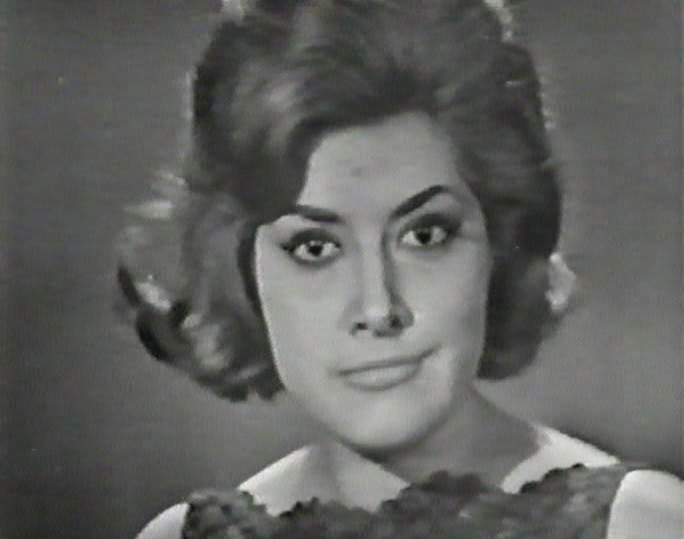
Conchita Bautista à Naples (1965)
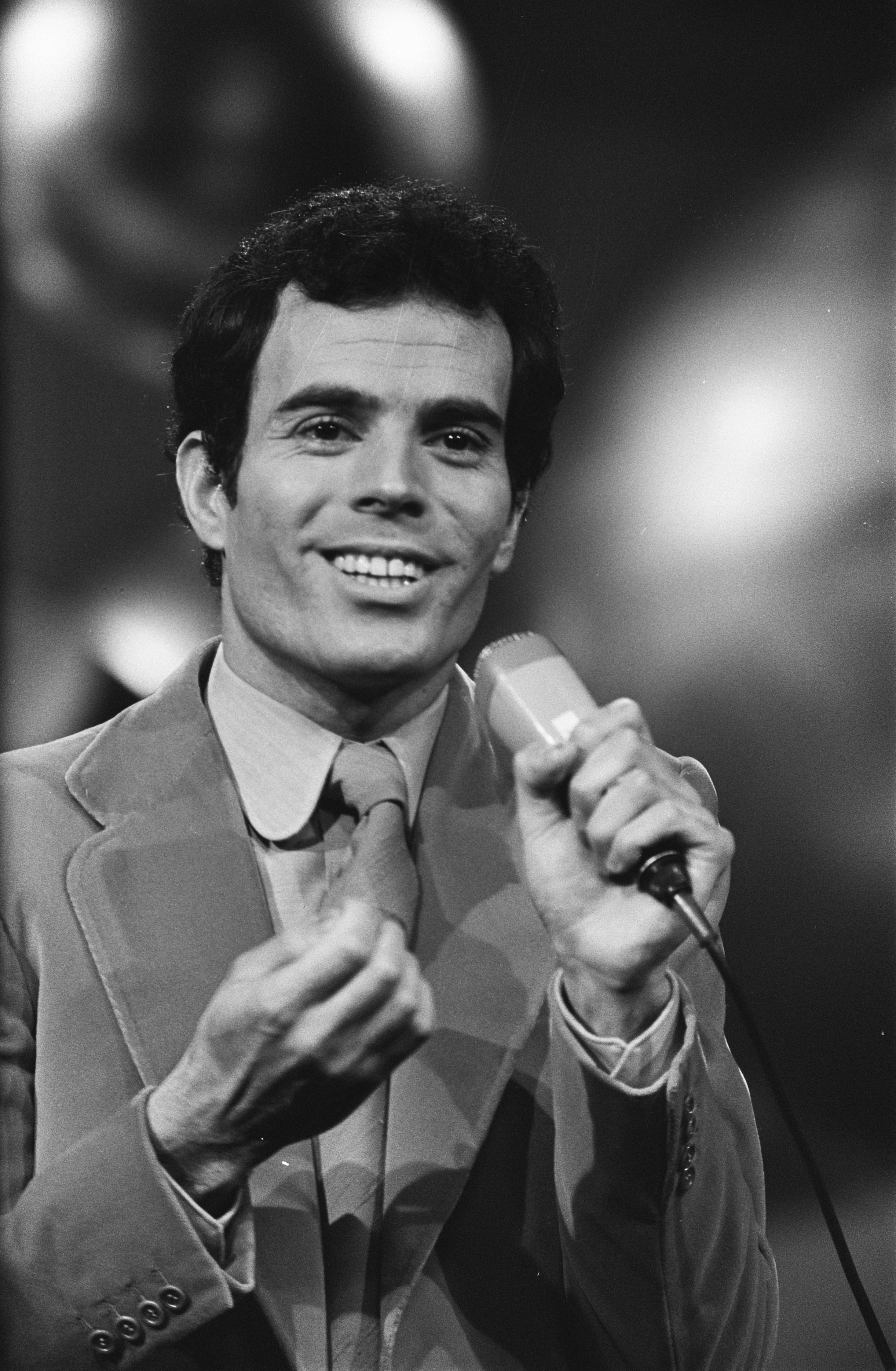
Julio Iglesias à Amsterdam (1970)
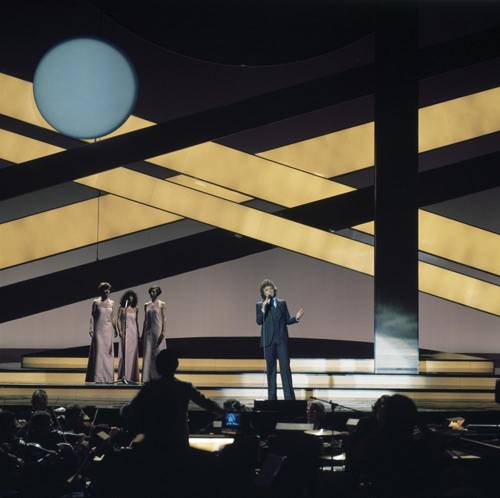
Braulio à la Haye (1976)
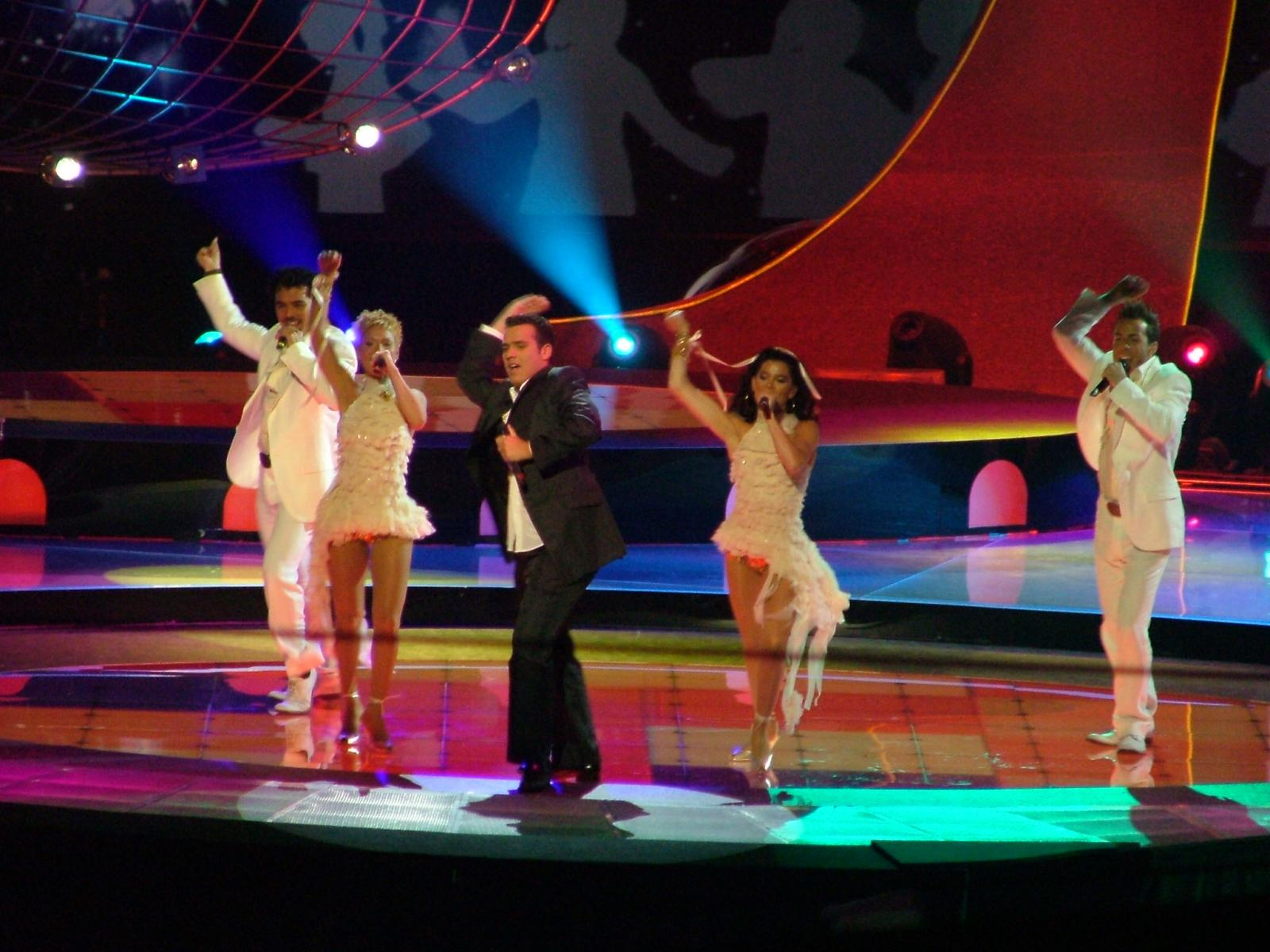
Ramón à Istanbul (2004)
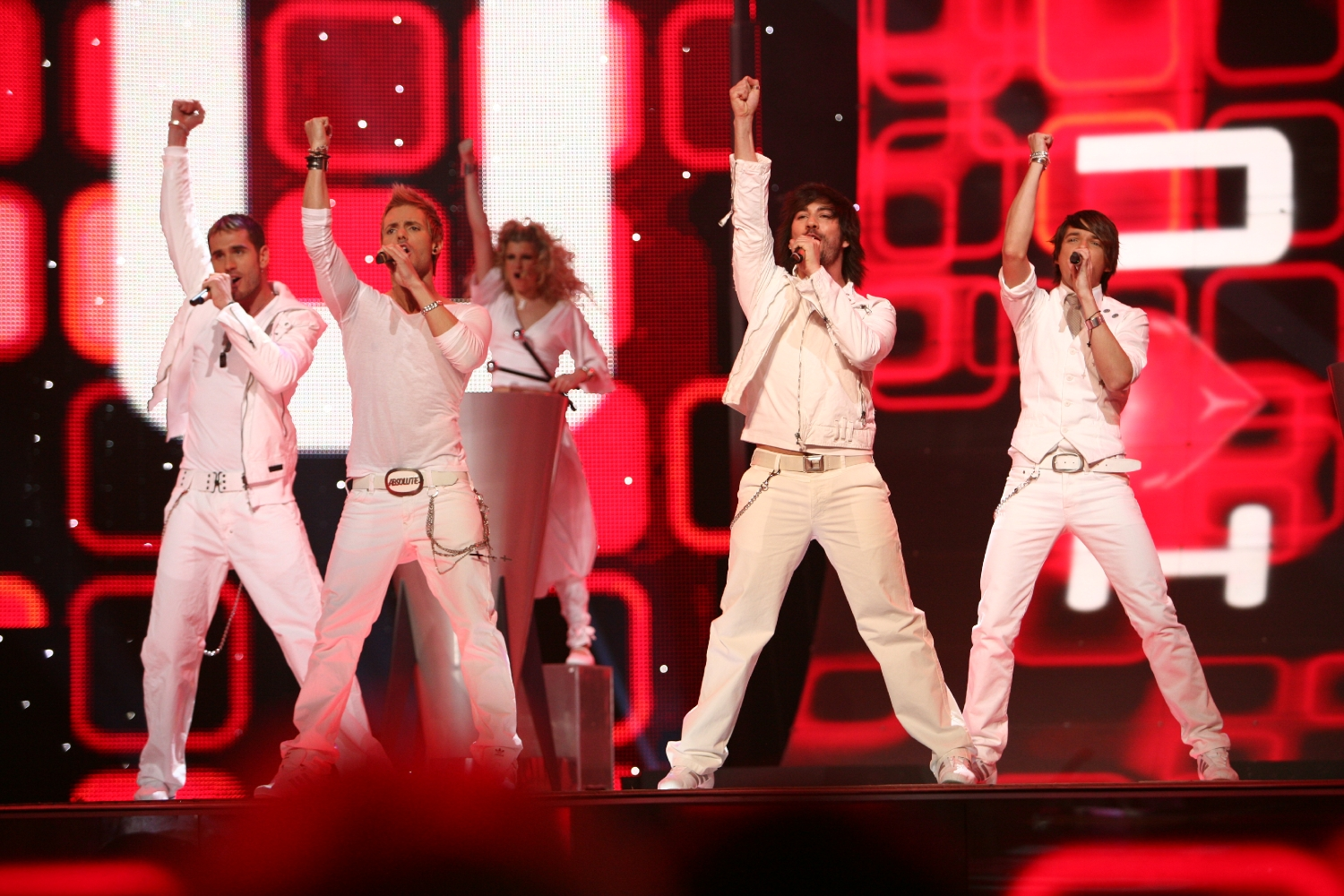
D'NASH à Helsinki (2007)
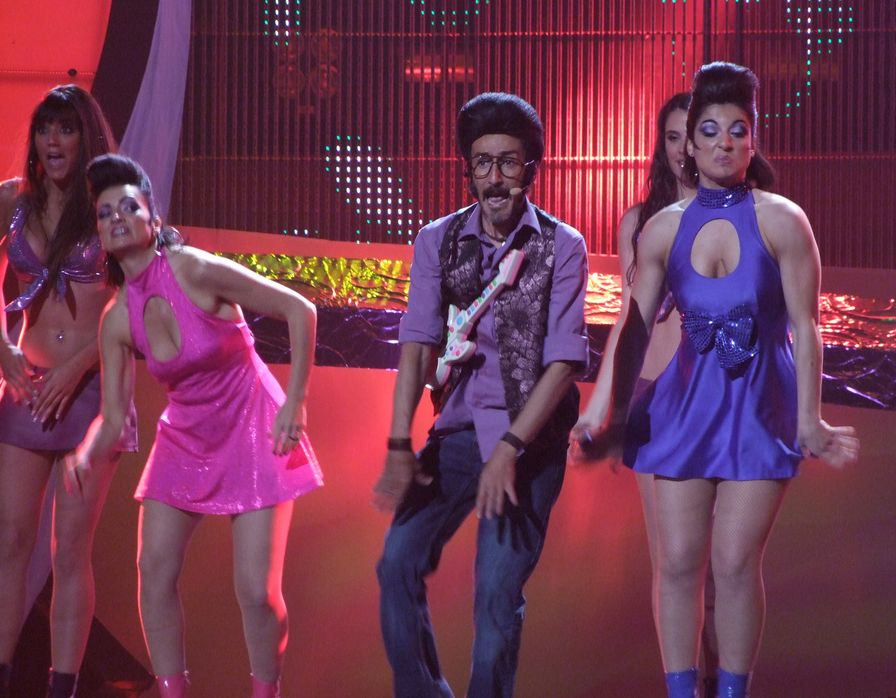
Rodolfo Chikilicuatre à Belgrade (2008)
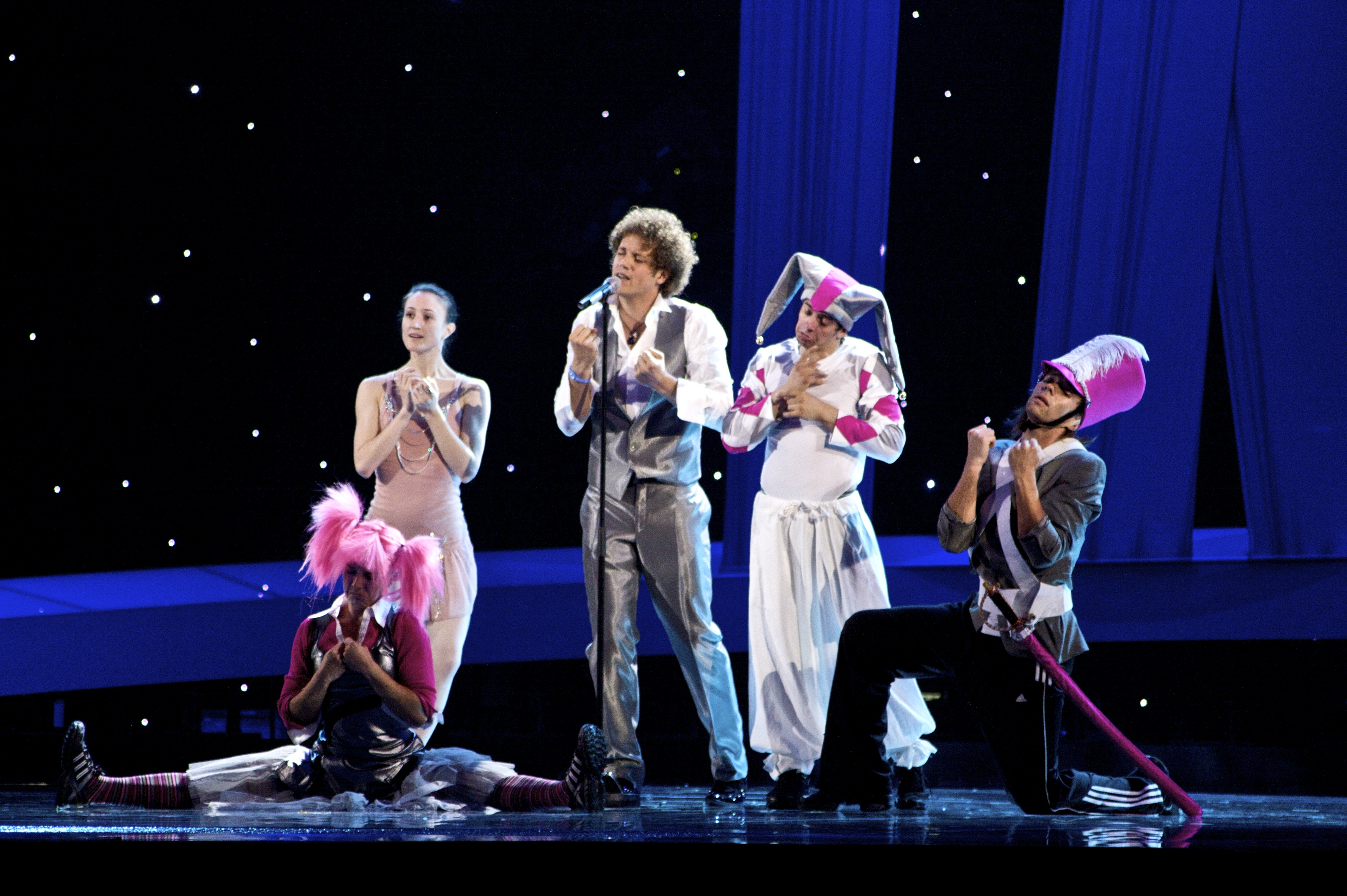
Daniel Diges à Oslo (2010)
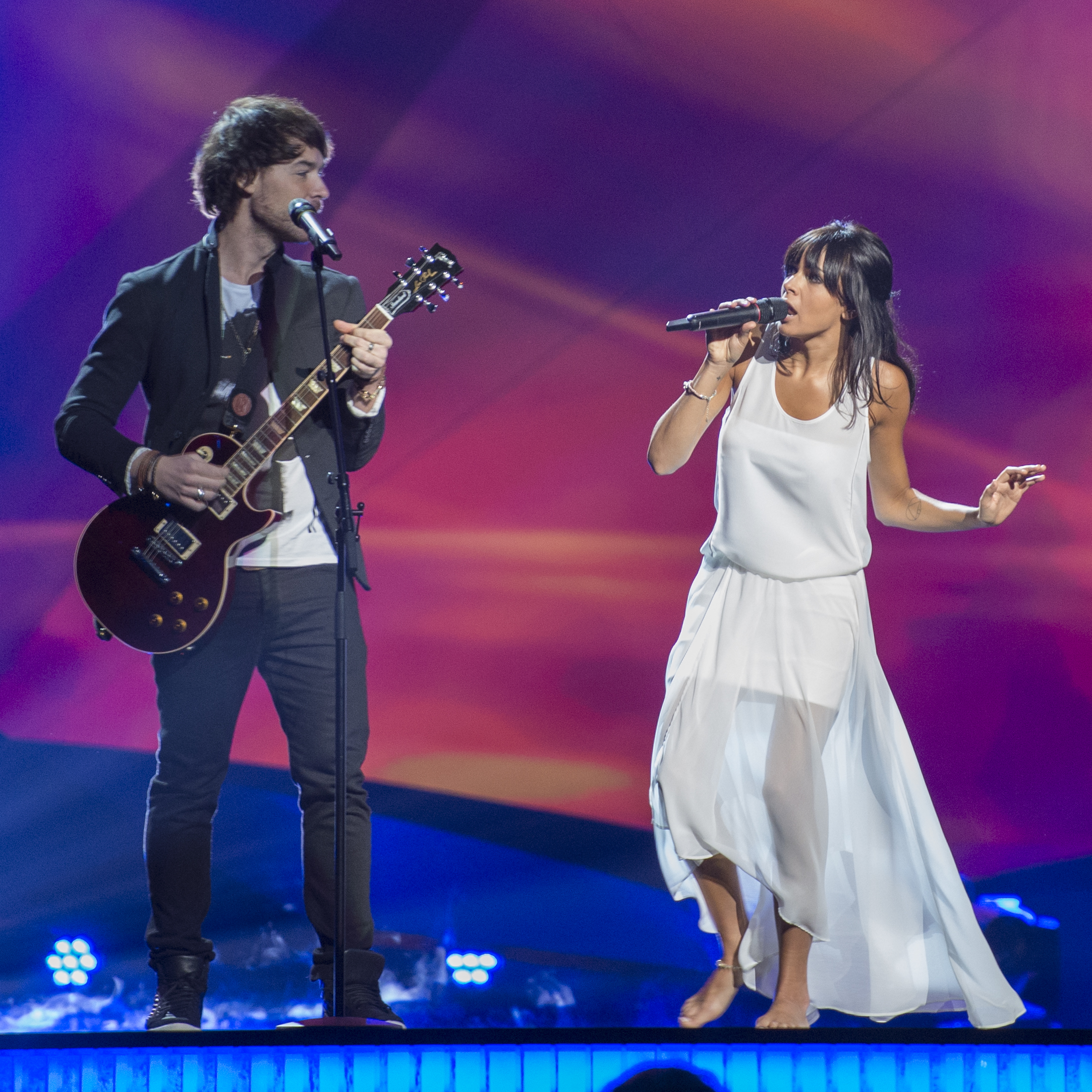
El Sueño de Morfeo à Malmö (2013)
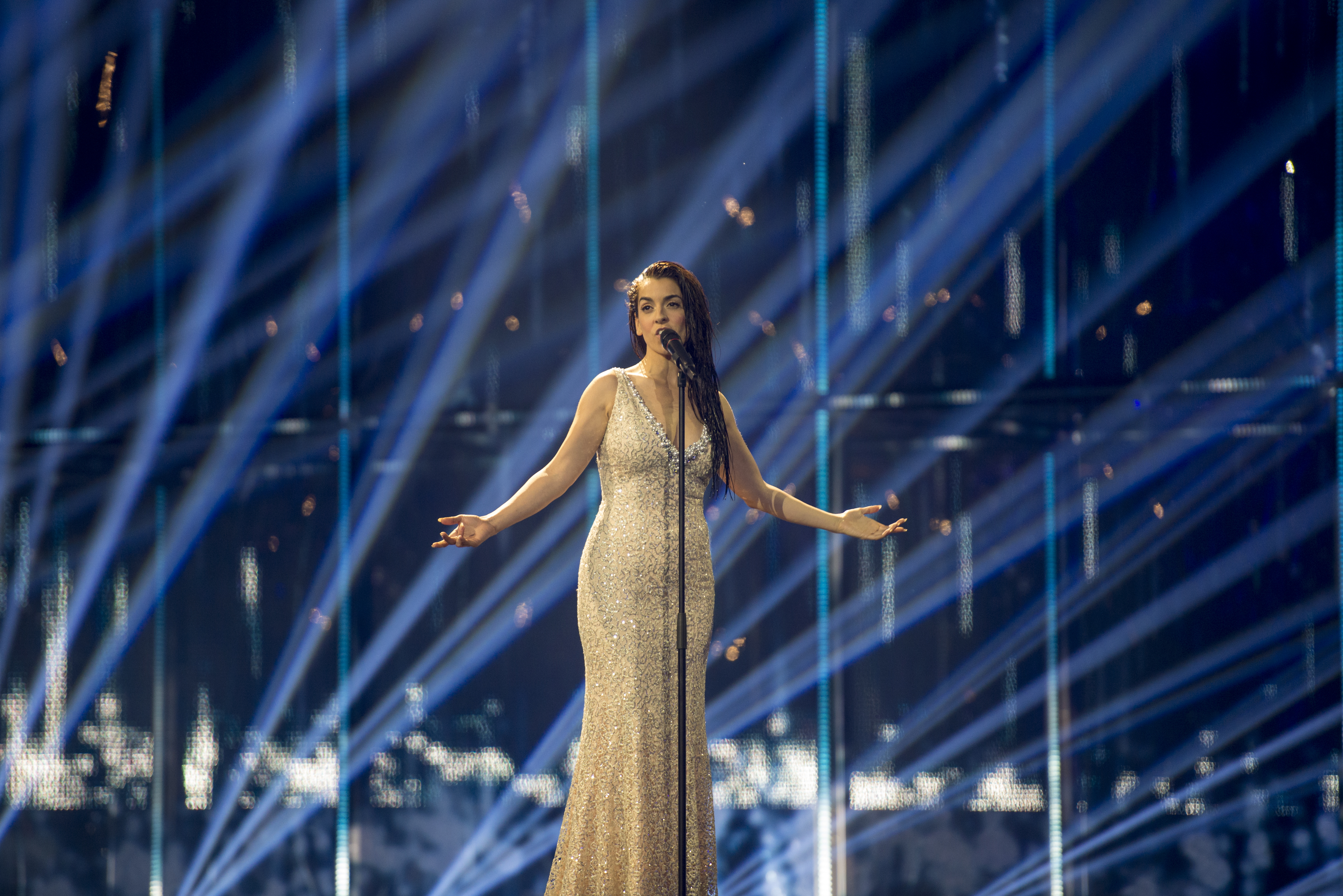
Ruth Lorenzo à Copenhague (2014)
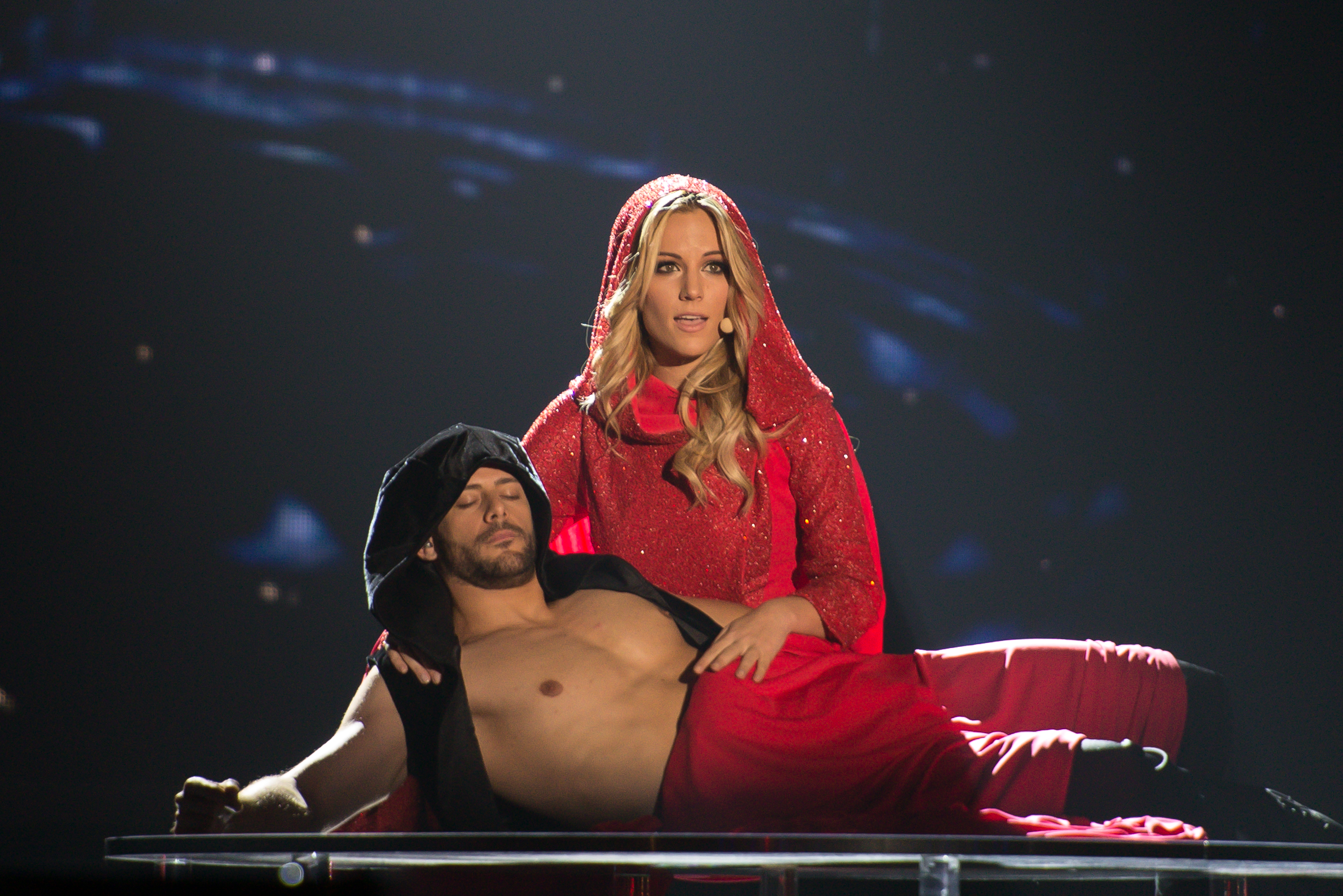
Edurne à Vienne (2015)
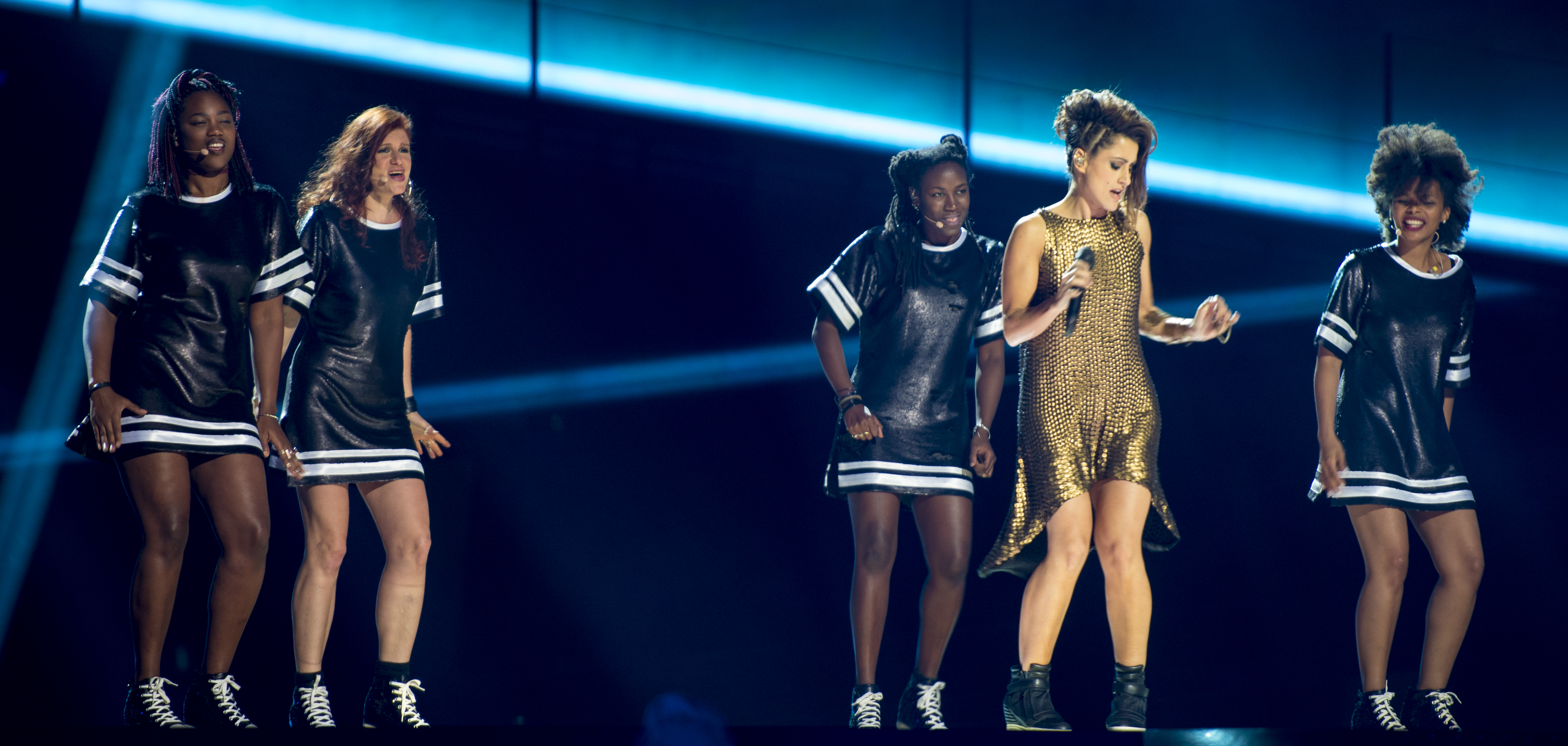
Barei à Sotckholm (2016)
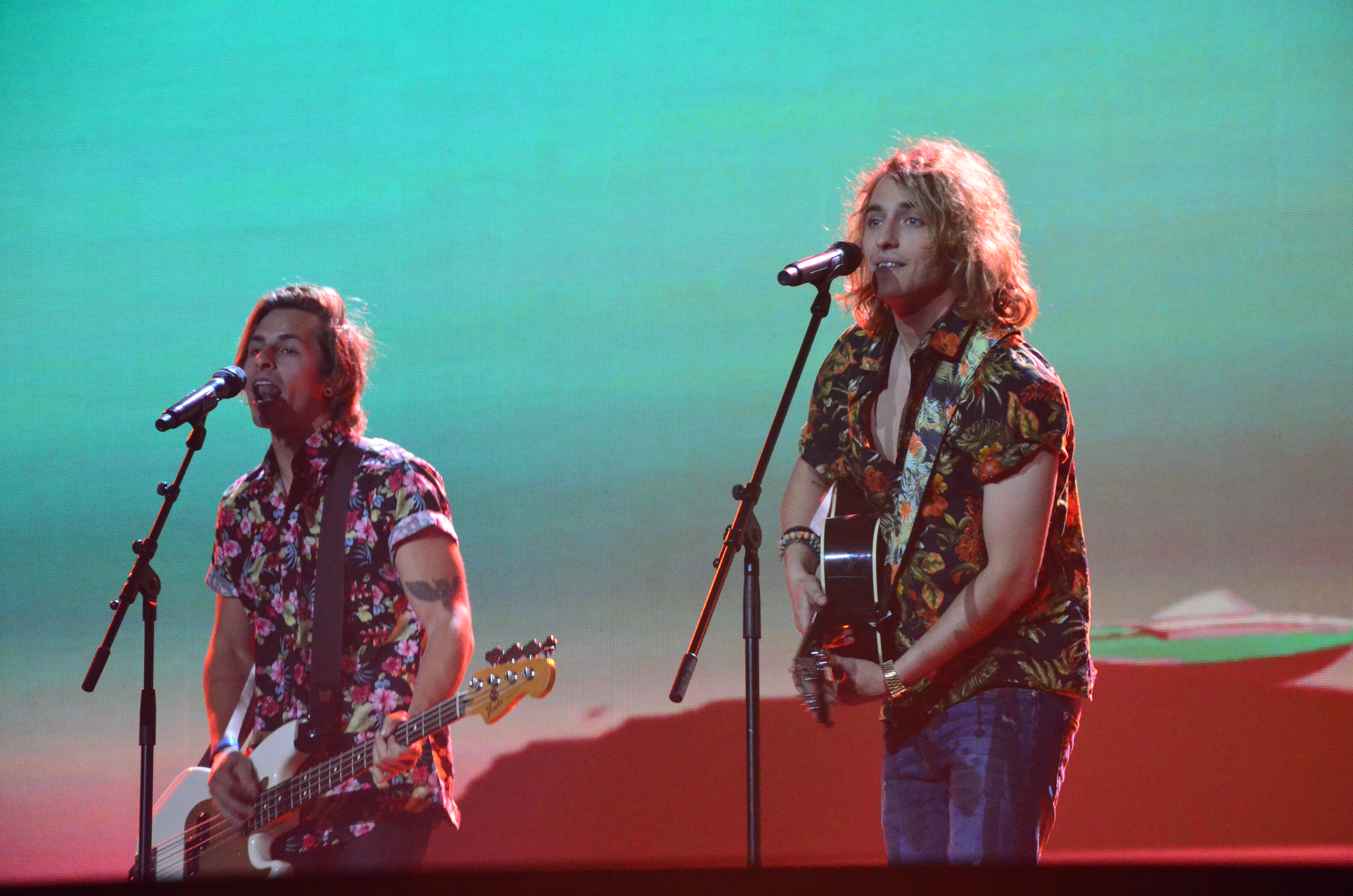
Manel Navarro à Kiev (2017)
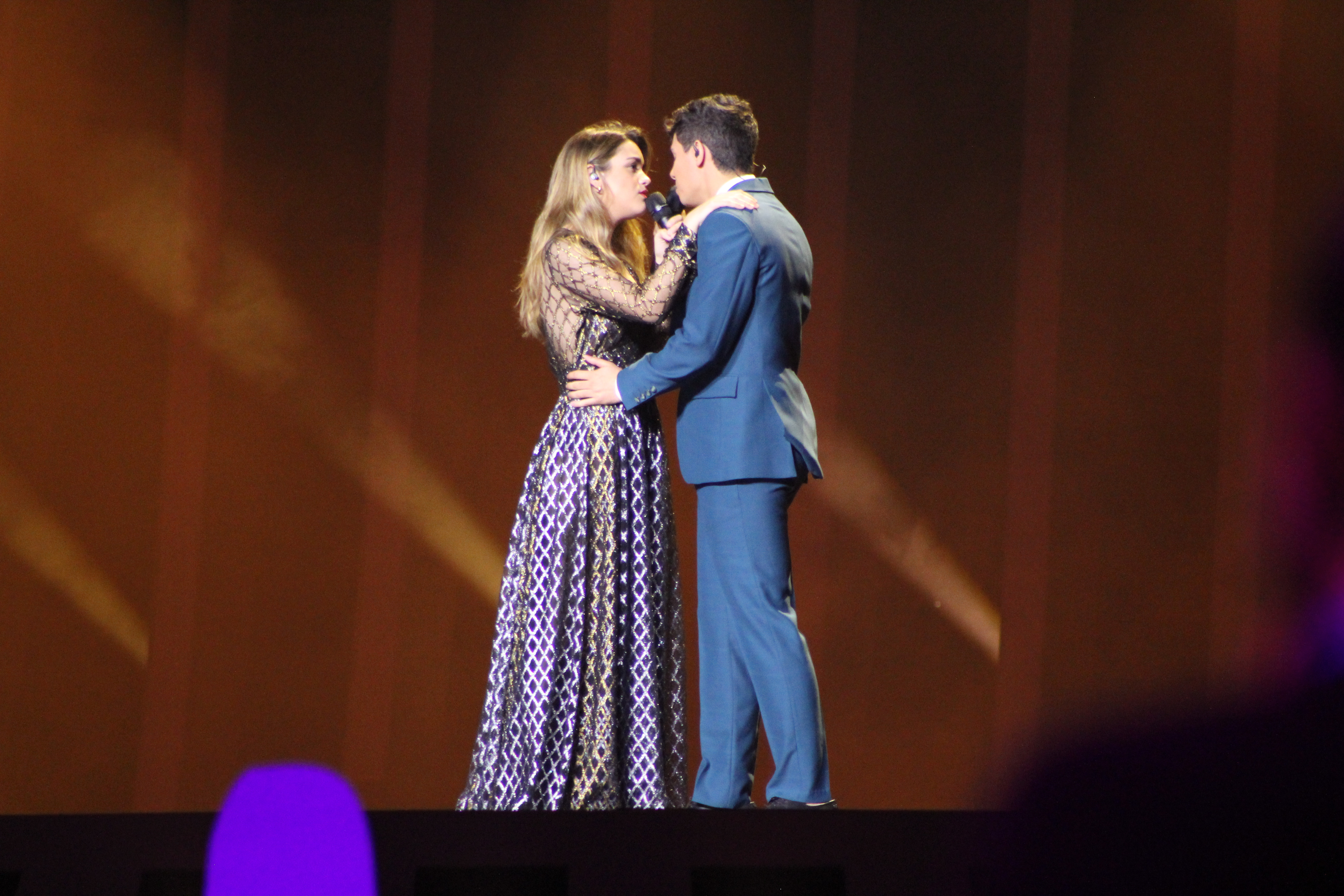
Alfred & Amaia à Lisbonne (2018)
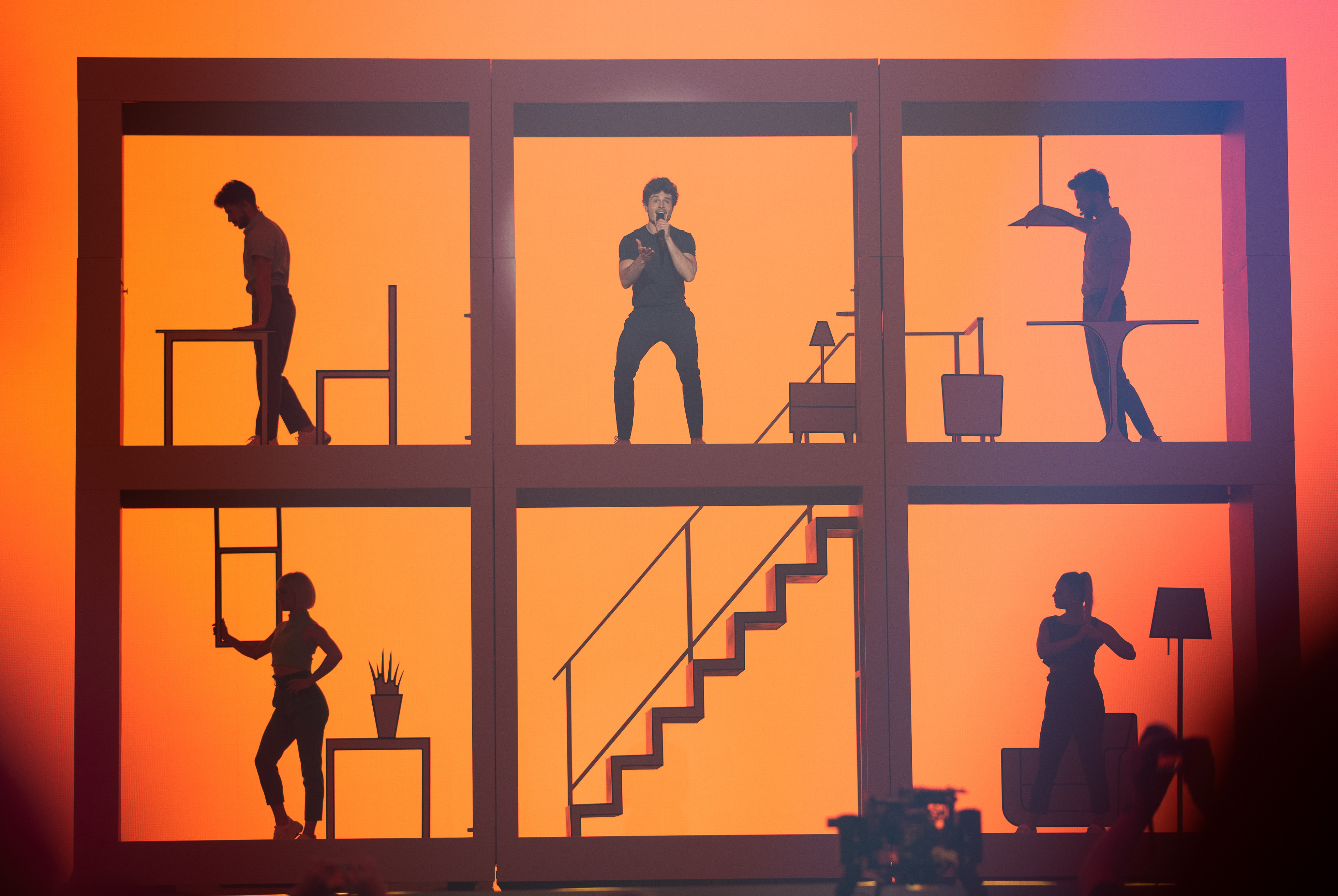
Miki à Tel Aviv (2019)
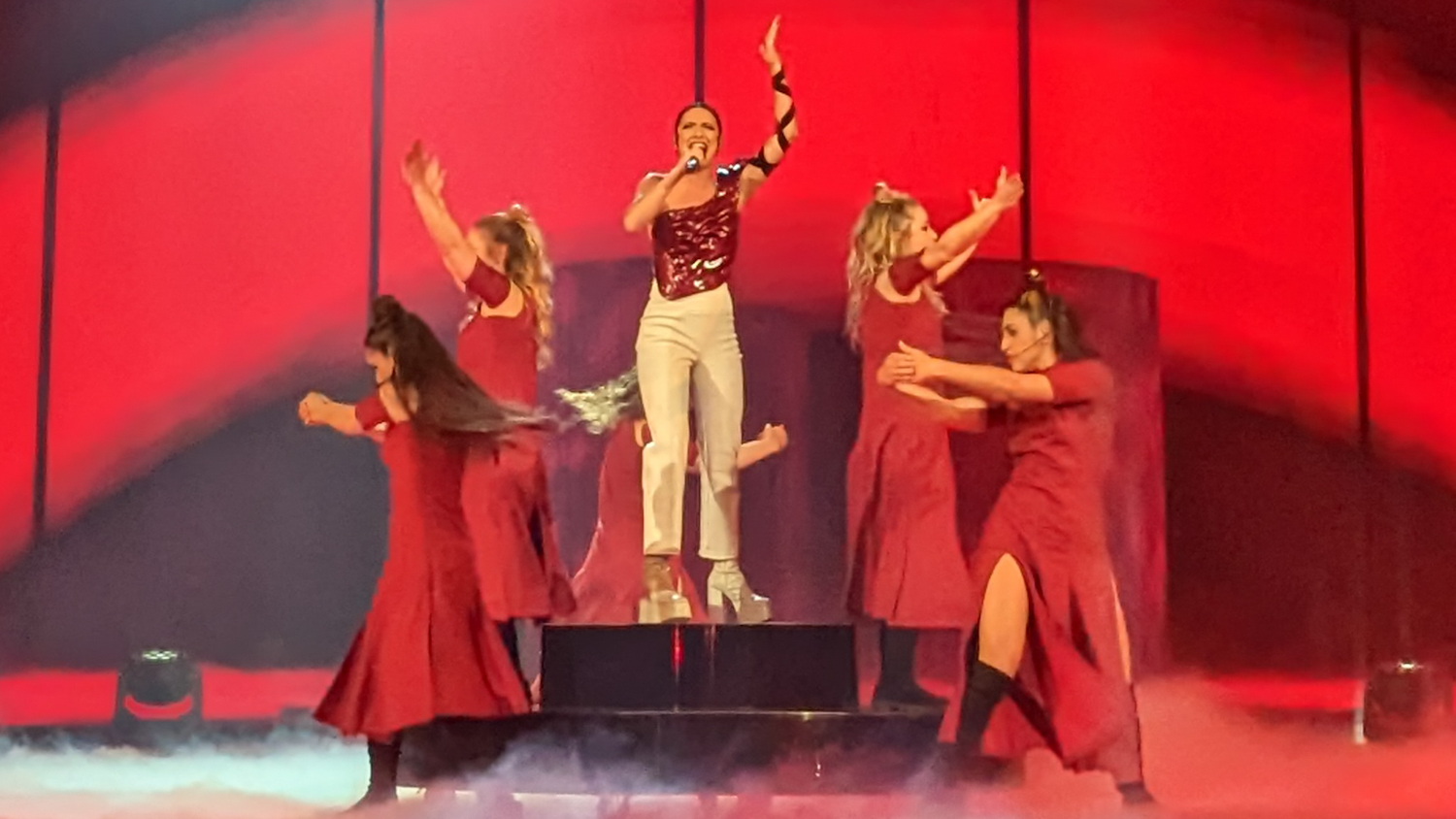
Blanca Paloma à Liverpool (2023)
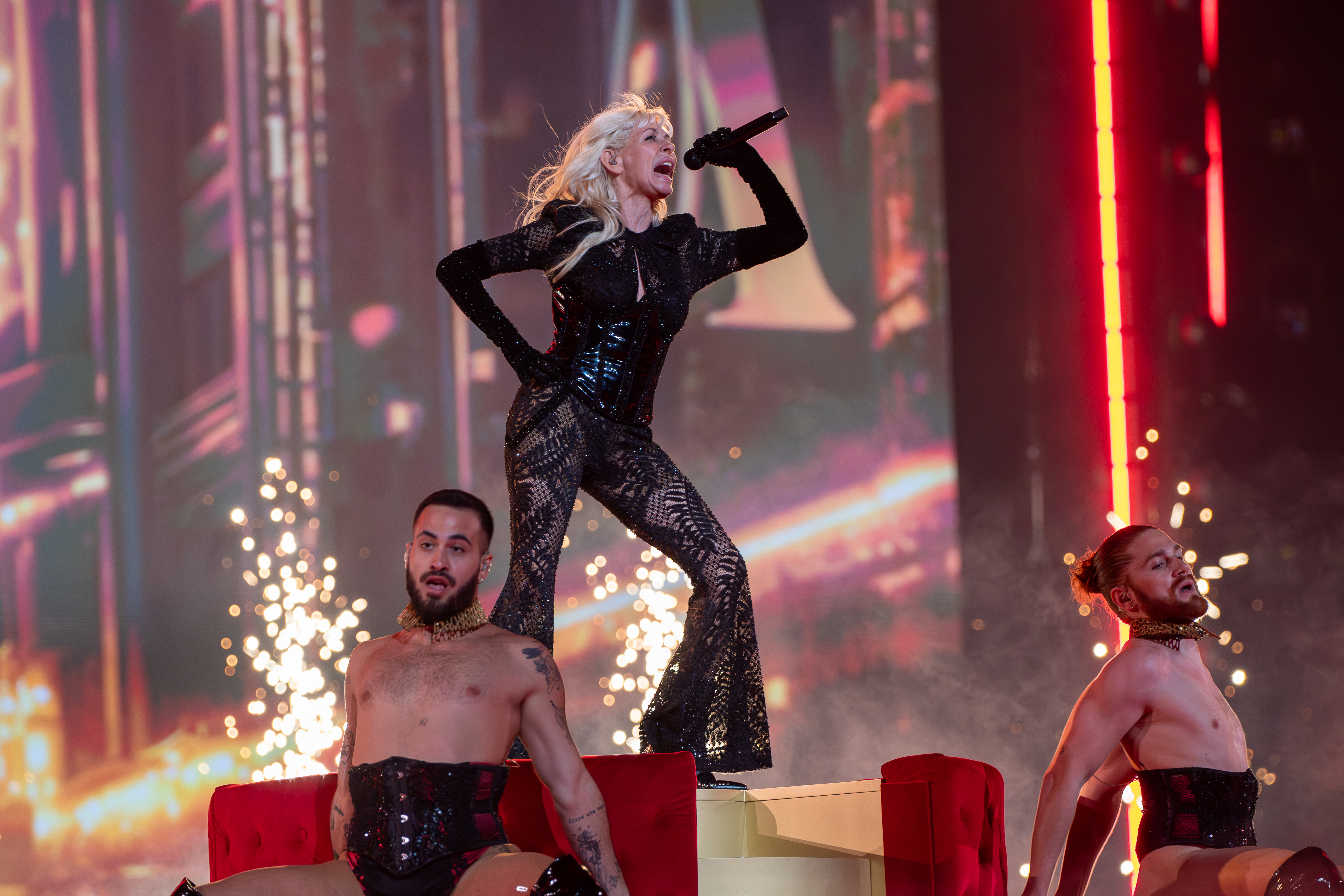
Nebulossa à Malmö (2024)
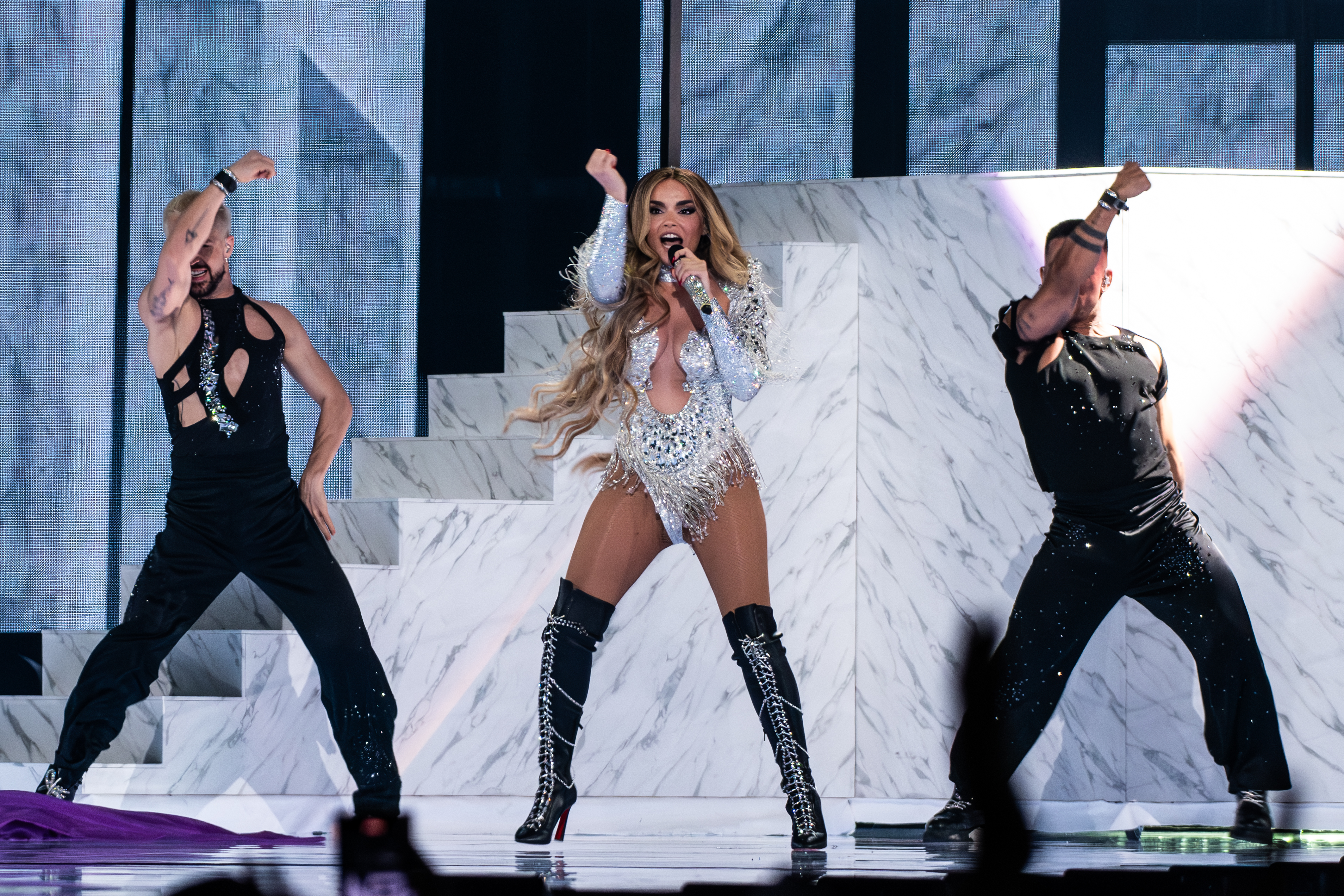
Melody à Bâle (2025)

## Chefs d'orchestre, commentateurs et porte-paroles
| Année | Chef d'orchestre                 | Commentateur(s)       | Porte-parole                  |
| ----- | -------------------------------- | --------------------- | ----------------------------- |
| 1961  | Rafael Ferrer                    | Federico Gallo        | Diego Ramírez Pastor          |
| 1962  | Jean Roderès                     | Federico Gallo        | Diego Ramírez Pastor          |
| 1963  | Rafael Ibarbia                   | Federico Gallo        | Julio Rico                    |
| 1964  | Rafael Ibarbia                   | Federico Gallo        | Julio Rico                    |
| 1965  | Adolfo Ventas                    | Federico Gallo        | Pepe Palau                    |
| 1966  | Rafael Ibarbia                   | Federico Gallo        | Blanca Álvarez                |
| 1967  | Manuel Alejandro                 | Federico Gallo        | Blanca Álvarez                |
| 1968  | Rafael Ibarbia                   | Federico Gallo        | Joaquín Prat                  |
| 1969  | Augusto Algueró                  | José Luis Uribarri    | Joaquín Prat                  |
| 1970  | Augusto Algueró                  | José Luis Uribarri    | Joaquín Prat                  |
| 1971  | Waldo de los Rios                | Joaquín Prat          | -                             |
| 1972  | Augusto Algueró                  | Julio Rico            | -                             |
| 1973  | Juan Carlos Calderón             | Julio Rico            | -                             |
| 1974  | Rafael Ibarbia                   | José Luis Uribarri    | Antolín García                |
| 1975  | Juan Carlos Calderón             | José Luis Uribarri    | José María Íñigo              |
| 1976  | Juan Barcons                     | José Luis Uribarri    | José María Íñigo              |
| 1977  | Rafael Ibarbia                   | Miguel de los Santos  | Isabel Tenaille               |
| 1978  | Ramón Arcusa                     | Miguel de los Santos  | Matías Prats Luque            |
| 1979  | José Luis Navarro                | Miguel de los Santos  | Manuel Almendros              |
| 1980  | Javier Iturralde                 | Miguel de los Santos  | Alfonso Lapeña                |
| 1981  | Juan Barcons                     | Miguel de los Santos  | Isabel Tenaille               |
| 1982  | Migual Ángel Varona              | Miguel de los Santos  | Marisa Naranjo                |
| 1983  | José Miguel Évora                | José-Miguel Ullán     | Rosa Campano                  |
| 1984  | Eddy Guerin                      | José-Miguel Ullán     | Matilde Jarrín                |
| 1985  | Juan Carlos Calderón             | Antonio Gómez         | Matilde Jarrín                |
| 1986  | Eduardo Leiva                    | Antonio Gómez         | Matilde Jarrín                |
| 1987  | Eduardo Leiva                    | Beatriz Pécker        | Matilde Jarrín                |
| 1988  | Javier de Juan                   | Beatriz Pécker        | Matilde Jarrín                |
| 1989  | Juan Carlos Calderón             | Tomás Fernando Flores | Matilde Jarrín                |
| 1990  | Eduardo Leiva                    | Luis Cobos            | Matilde Jarrín                |
| 1991  | Eduardo Leiva                    | Tomás Fernando Flores | María Ángeles Balañac         |
| 1992  | Javier Losada                    | José Luis Uribarri    | María Ángeles Balañac         |
| 1993  | Eduardo Leiva                    | José Luis Uribarri    | María Ángeles Balañac         |
| 1994  | Josep Llobell                    | José Luis Uribarri    | María Ángeles Balañac         |
| 1995  | Eduardo Leiva                    | José Luis Uribarri    | Belén Fernández de Henestrosa |
| 1996  | Eduardo Leiva                    | José Luis Uribarri    | Belén Fernández de Henestrosa |
| 1997  | Toni Xuclà                       | José Luis Uribarri    | Belén Fernández de Henestrosa |
| 1998  | Alberto Estébanez                | José Luis Uribarri    | Belén Fernández de Henestrosa |
| 1999  |                                  | José Luis Uribarri    | Hugo de Campos                |
| 2000  |                                  | José Luis Uribarri    | Hugo de Campos                |
| 2001  | Jennifer Rope                    | José Luis Uribarri    |                               |
| 2002  | Anne Igartiburu                  | José Luis Uribarri    |                               |
| 2003  | Anne Igartiburu                  | José Luis Uribarri    |                               |
| 2004  | Anne Igartiburu                  | Beatriz Pécker        |                               |
| 2005  | Ainhoa Arbizu                    | Beatriz Pécker        |                               |
| 2006  | Sonia Ferrer                     | Beatriz Pécker        |                               |
| 2007  | Ainhoa Arbizu                    | Beatriz Pécker        |                               |
| 2008  | Ainhoa Arbizu                    | José Luis Uribarri    |                               |
| 2009  | Joaquín Guzmán                   | Iñaki del Moral       |                               |
| 2010  | José Luis Uribarri               | Ainhoa Arbizu         |                               |
| 2011  | José María Íñigo                 | Elena Sánchez         |                               |
| 2012  | José María Íñigo                 | Elena Sánchez         |                               |
| 2013  | José María Íñigo                 | Inés Paz              |                               |
| 2014  | José María Íñigo                 | Carolina Casado       |                               |
| 2015  | José María Íñigo et Julia Varela | Lara Siscar           |                               |
| 2016  | José María Íñigo et Julia Varela | Jota Abril            |                               |
| 2017  | José María Íñigo et Julia Varela | Nieves Álvarez        |                               |
| 2018  | Tony Aguilar et Julia Varela     | Nieves Álvarez        |                               |
| 2019  | Tony Aguilar et Julia Varela     | Nieves Álvarez        |                               |
| 2020  | Tony Aguilar et Julia Varela     | Sans votations        |                               |
| 2021  | Tony Aguilar et Julia Varela     | Nieves Álvarez        |                               |

## Historique de vote
Depuis 1975, l'Espagne a donné le plus de points en finale à :
| Rang | Pays        | Points |
| ---- | ----------- | ------ |
| 1    | Italie      | 261    |
| 2    | Allemagne   | 211    |
| 3    | Suède       | 184    |
| 4    | France      | 177    |
| 5    | Portugal    | 164    |
| 6    | Israël      | 162    |
| 7    | Royaume-Uni | 152    |
| 8    | Irlande     | 148    |
| 9    | Roumanie    | 142    |
| 10   | Grèce       | 132    |

Depuis 1975, l'Espagne a reçu le plus de points de la part de :
| Rang | Pays      | Points |
| ---- | --------- | ------ |
| 1    | Portugal  | 228    |
| 2    | Suisse    | 176    |
| 3    | France    | 169    |
| 4    | Grèce     | 158    |
| 5    | Belgique  | 150    |
| 6    | Chypre    | 143    |
| 7    | Israël    | 128    |
| 8    | Turquie   | 118    |
| 9    | Italie    | 103    |
| 10   | Allemagne | 101    |

Depuis 2016 et le nouveau système de vote introduit, l'Espagne a donné le plus de points en finale à :
| Rang | Pays      | Points |
| ---- | --------- | ------ |
| 1    | Italie    | 102    |
| 2    | France    | 84     |
| 3    | Suède     | 74     |
| 4    | Israël    | 65     |
| 5    | Suisse    | 61     |
| 6    | Ukraine   | 57     |
| 7    | Portugal  | 47     |
| 8    | Bulgarie  | 45     |
| 9    | Australie | 43     |
| 10   | Chypre    | 31     |

Depuis 2016 et le nouveau système de vote introduit, l'Espagne a reçu le plus de points de la part de :
| Rang | Pays        | Points |
| ---- | ----------- | ------ |
| 1    | Portugal    | 75     |
| 2    | Australie   | 36     |
| 3    | France      | 35     |
| 4    | Chypre      | 26     |
| 5    | Azerbaïdjan | 30     |
| 5    | Saint-Marin | 30     |
| 7    | Arménie     | 29     |
| 7    | Belgique    | 29     |
| 7    | Royaume-Uni | 29     |
| 7    | Albanie     | 29     |

### 12 Points
Légende
 Vainqueur - L'Espagne a donné 12 points à la chanson victorieuse / L'Espagne a reçu 12 points et a gagné le concours
 2e place - L'Espagne a donné 12 points à la chanson arrivée à la seconde place / L'Espagne a reçu 12 points et est arrivée deuxième
 3e place - L'Espagne a donné 12 points à la chanson arrivée à la troisième place / L'Espagne a reçu 12 points et est arrivée troisième
 Qualifiée - L'Espagne a donné 12 points à une chanson parvenue à se qualifier pour la finale
 Non-qualifiée - L'Espagne a donné 12 points à une chanson éliminée durant les demi-finales
| Année         | Attribués   | Attribués           | Reçus                                                                |
| Année         | Finale      | Demi-Finale         | Finale                                                               |
| 1975          | Pays-Bas    | Pas de demi-finales | Aucun                                                                |
| 1976          | Royaume-Uni | Pas de demi-finales | Aucun                                                                |
| 1977          | Grèce       | Pas de demi-finales | Aucun                                                                |
| 1978          | Luxembourg  | Pas de demi-finales | Danemark                                                             |
| 1979          | Allemagne   | Pas de demi-finales | Allemagne Belgique Italie Suisse                                     |
| 1980          | Allemagne   | Pas de demi-finales | Aucun                                                                |
| 1981          | Allemagne   | Pas de demi-finales | Aucun                                                                |
| 1982          | Allemagne   | Pas de demi-finales | Aucun                                                                |
| 1983          | Grèce       | Pas de demi-finales | Aucun                                                                |
| 1984          | Italie      | Pas de demi-finales | Portugal Turquie                                                     |
| 1985          | Italie      | Pas de demi-finales | Turquie                                                              |
| 1986          | Irlande     | Pas de demi-finales | Aucun                                                                |
| 1987          | Italie      | Pas de demi-finales | Aucun                                                                |
| 1988          | Irlande     | Pas de demi-finales | Aucun                                                                |
| 1989          | Italie      | Pas de demi-finales | Aucun                                                                |
| 1990          | Italie      | Pas de demi-finales | Allemagne                                                            |
| 1991          | Israël      | Pas de demi-finales | Chypre Suisse                                                        |
| 1992          | Malte       | Pas de demi-finales | Aucun                                                                |
| 1993          | Portugal    | Pas de demi-finales | Aucun                                                                |
| 1994          | Portugal    | Pas de demi-finales | Aucun                                                                |
| 1995          | Croatie     | Pas de demi-finales | Belgique Israël                                                      |
| 1996          | Belgique    | Pas de demi-finales | Aucun                                                                |
| 1997          | Turquie     | Pas de demi-finales | Malte                                                                |
| 1998          | Allemagne   | Pas de demi-finales | Aucun                                                                |
| 1999          | Croatie     | Pas de demi-finales | Aucun                                                                |
| 2000          | Allemagne   | Pas de demi-finales | Aucun                                                                |
| 2001          | Grèce       | Pas de demi-finales | Israël                                                               |
| 2002          | Lettonie    | Pas de demi-finales | Belgique France Suisse                                               |
| 2003          | Belgique    | Pas de demi-finales | Israël Portugal                                                      |
| 2004          | Allemagne   | Andorre             | Andorre Portugal                                                     |
| 2005          | Roumanie    | Roumanie            | Andorre                                                              |
| 2006          | Roumanie    | Arménie             | Andorre                                                              |
| 2007          | Roumanie    | Andorre             | Albanie                                                              |
| 2008          | Roumanie    | Andorre             | Andorre                                                              |
| 2009          | Norvège     | Norvège             | Andorre                                                              |
| 2010          | Allemagne   | Portugal            | Portugal                                                             |
| 2011          | Italie      | Islande             | France Portugal                                                      |
| 2012          | Suède       | Roumanie            | Portugal                                                             |
| 2013          | Italie      | Norvège             | Aucun                                                                |
| 2014          | Autriche    | Suède               | Albanie                                                              |
| 2015          | Italie      | Estonie             | Aucun                                                                |
| 2016 Jury     | Arménie     | Arménie             | Italie                                                               |
| 2016 Télévote | Bulgarie    | Autriche            | Aucun                                                                |
| 2017 Jury     | Portugal    | Portugal            | Aucun                                                                |
| 2017 Télévote | Portugal    | Portugal            | Aucun                                                                |
| 2018 Jury     | Chypre      | Israël              | Aucun                                                                |
| 2018 Télévote | Israël      | Irlande             | Portugal                                                             |
| 2019 Jury     | Suède       | Australie           | Aucun                                                                |
| 2019 Télévote | Italie      | Portugal            | Portugal                                                             |
| 2021 Jury     | France      | Suisse              | Aucun                                                                |
| 2021 Télévote | France      | Portugal            | Aucun                                                                |
| 2022 Jury     | Azerbaïdjan | Azerbaïdjan         | Arménie Australie Irlande Macédoine Malte Portugal Saint-Marin Suède |
| 2022 Télévote | Ukraine     | Roumanie            | Grèce                                                                |
| 2023 Jury     | Suède       | Pas de jury         | Aucun                                                                |
| 2023 Télévote | Finlande    | Slovénie            | Aucun                                                                |
| 2024 Jury     | Suisse      | Pas de jury         | Aucun                                                                |
| 2024 Télévote | Israël      | Israël              | Aucun                                                                |
| 2025 Jury     | Suisse      | Pas de jury         | Aucun                                                                |
| 2025 Télévote | Israël      | Ukraine             | Aucun                                                                |